# Chemietransportmodell
Chemietransportmodelle sind realitätsnahe numerische Modelle, die wie auch numerische Wettervorhersagemodelle unter anderem in der Atmosphärenforschung eingesetzt werden. Sie können die Ausbreitung von Schadstoffen in der Atmosphäre simulieren. Je nach Aufgabenstellung erfolgt die Beschreibung auf unterschiedlichen zeitlichen und räumlichen Skalen.
Chemietransportmodelle können unter anderem zur Darstellung der Emissionen und Luftqualität auf regionaler und Stadt-Skalierung oder zu Ausbreitungsrechnungen von Emissionen aus einzelnen Quellen angewendet werden. Das Deutsche Klimarechenzentrum und das Helmholtz-Zentrum Geesthacht (HZG) setzen zum Beispiel das  Chemietransportmodell „Community Multiscale Air Quality“ Modellsystem (CMAQ) ein, die Universität zu Köln und das Forschungszentrum Jülich entwickelten das regionale Chemietransportmodell EURAD (Europäisches Ausbreitungs- und Depositionsmodell) und das Leibniz-Institut für Troposphärenforschung (Tropos) entwickelt das Modell COSMO-MUSCAT in der Untersuchung des marinen Aerosols.